# 革囊袋鼬属
革囊袋鼬屬（紅腹袋鼬）（学名：Phascolosorex），哺乳綱的一屬，而與革囊袋鼬屬（紅腹袋鼬）同科的動物尚有侏袋鼬屬（侏袋鼬）、寬足帶鼩屬（紅耳寬足帶鼩）、帚尾袋鼩屬（紅帚尾袋鼩）、斑袋鼬屬（斑袋鼬）等之數種哺乳動物。

## 下属物种
本属包括以下物种：
- Phascolosorex doriae (Thomas, 1886)
- Phascolosorex dorsalis (Peters & Doria, 1876)